# 17. srpnja
17. srpnja (17. 7.) 198. je dan godine po gregorijanskom kalendaru (199. u prijestupnoj godini).
Do kraja godine ima još 167 dana.

## Događaji
- 1084. – Za papu je izabran Damaz II.
- 1203. – Četvrti križarski rat: križari osvojili Konstantinopol
- 1429. – Karlo VII. okrunjen za francuskog kralja
- 1453. – Francuzi su potukli Engleze u bitki kod Castillona, zadnjoj bitki Stogodišnjeg rata i prvom europskom sukobu u kojem su presudili topovi
- 1762. – Nakon umorstva Petra III., njegova je supruga Katarina Velika postala ruskom caricom.
- 1794. – U mračnoj francuskoj revoluciji podivljali revolucionari pogubili u Parizu giljotinom šesnaest karmelićanki iz Compiègnea.[1][2][3]
- 1866. – ratna mornarica Kraljevine Italije je isplovila put hrvatskog otočja u pohodu za zauzimanje istočne jadranske obale
- 1902. – Willis Carrier u New Yorku predstavio crteže koji su kasnije priznati kao prvi moderni sustav za klimatizaciju
- 1917. – Engleski kralj Đuro V. promijenio kraljevsko prezime u Winsdor
- 1918. – Boljševici smaknuli rusku carsku obitelj Romanov
- 1927. – Prvi radio prijenos nogometne utakmice u Hrvatskoj
- 1936. – Vojna pobuna protiv vlade Narodnog fronta izazvala je Španjolski građanski rat
- 1945. – U Potsdamu održana konferencija gdje je, među ostalima, je odlučeno: da se provede raspuštanje svih nacističkih organizacija te suđenje ratnim zločincima
- 1976. – Indonezija anektirala Istočni Timor
- 1976. – U Montrealu otvorene XXI. Olimpijske igre

| - 1487. – Ismail I., iranski šah († 1524.) - 1714. – Alexander Gottlieb Baumgarten, njemački filozof († 1762.) - 1763. – John Jacob Astor, njemačko-američki poslovni magnat, trgovac i investitor († 1848.) - 1800. – Ivan Padovec, hrvatski skladatelj i gitarist († 1873.) - 1870. – Ludvík Čelanský, češki dirigent i skladatelj († 1931.) - 1871. – Lyonel Feininger, američki slikar njemačkog podrijetla († 1956.) - 1888. – Šmuel Josef Agnon, hebrejski pisac i nobelovac - 1894. – Georges Lemaître, belgijski svećenik i znanstvenik († 1966.) - 1899. – James Cagney, američki glumac († 1986.) - 1906. – Geralda Jakob, hrvatska katolička redovnica († 1945.) - 1917. – Kenan Evren, turski general i predsjednik († 2015.) - 1920. – Juan Antonio Samaranch, španjolski športski djelatnik († 2010.) - 1935. – Donald Sutherland, kanadski glumac († 2024.) - 1939. – Ali Hamenei, vrhovni vođa Irana - 1941. – Achim Warmbold, njemački reli-vozač - 1945. – Aleksandar Karađorđević, srbijanski princ prijestolonasljednik - 1947. – Camilla,, druga supruga britanskog princa Charlesa - 1949. – Geezer Butler, engleski basist - 1952. – David Hasselhoff, američki glumac - 1954. – Angela Merkel, njemačka političarka i kancelarka - 1954. – J. Michael Straczynski, američki pisac i producent - 1960. – Robin Shou, honkonški glumac - 1963. – Matti Ensio Nykänen, finski skakač na skijama, četverostruki olimpijski pobjednik - 1972. – Jaap Stam, nizozemski nogometaš - 1974. – Claudio López, argentinski nogometaš - 1975. – Terence Tao, australsko-američki matematičar i osvajač Fieldsove medalje - 1975. – Darude, finski DJ i glazbeni producent - 1976. – Miraj Grbić, bosanskohercegovački glumac - 1976. – Marcos Senna, španjolski nogometaš - 1976. – Anders Svensson, švedski nogometaš - 1985. – Tom Cullen, britanski glumac - 855. – Lav IV., papa (* 790.) - 924. – Eduard I. Stariji, drugi engleski kralj (* između 874. i 877.) - 1085. – Robert Guiscard, normanski vojvoda (* 1020.) - 1399. – Jadviga Anžuvinska, poljsko-litavska kraljica i svetica (* između 1373. i 1734.) - 1453. – Dimitrije II., mskovski knez (* 1420.) - 1588. – Mimar Sinan, osmanski arhitekt (* 1489.) - 1762. – Petar III., ruski car (* 1728.) - 1779. – Jožef Marko Dravec, slovenski katolički svećenik i pisac u Ugarskoj (* 1697.) - 1790. – Adam Smith – škotski ekonomist i etičar (* 1727.) - 1793. – Charlotte Corday, francuska revolucionarka (* 1768.) - 1821. – Fulgencio Yegros, paragvajski predsjednik (* 1780.) - 1894. – Leconte de Lisle, francuski pjesnik (* 1818.) - 1910. – Milutin Kukuljević Sakcinski, hrvatski političar (* 1849.) - 1914. – Henri Poincaré, francuski matematičar i teorijski fizičar (* 1834.) - 1917. – Auguste Rodin, francuski kipar (* 1840.) - 1918. – Anastasija Nikolajevna Romanova, ruska kneginja (* 1901.) - 1918. – Nikola II., posljednji ruski car (* 1868.) - 1918. – Aleksandra Fjodorovna, njemačka plemkinja i ruska princeza (* 1872.) - 1918. – Aleksej Nikolajevič Romanov, ruski prijestolonasljednik (* 1904.) - 1925. – Lovis Corinth, njemački slikar i grafičar (* 1858.) - 1928. – Giovanni Giolitti, talijanski političar (* 1842.) - 1928. – Álvaro Obregón, meksički političar i jedan od vođa meksičke revolucije (* 1880.) - 1935. – George William Russell, pristaša Nacionalističkog pokreta u Irskoj, kritičar, pjesnik i slikar (* 1867.) - 1941. – August Cesarec, hrvatski književnik (* 1893.) - 1946. – Dragoljub Mihailović, jugoslavenski vojvoda (* 1893.) - 1959. – Billie Holiday, jazz pjevačica (* 1875.) - 1967. – John Coltrane, američki jazz glazbenik (* 1926.) - 1995. – Juan Manuel Fangio, argentinski vozač Formule 1 (* 1911.) - 1996. – Chas Chandler, engleski basist (* 1938.) - 2002. – Feliks Hladnik, kolekcionar, planinar (* 1915.) - 2009. – Walter Cronkite, američki novinar (* 1916.) |

## Imendani
- Dunja